# Terme di Comano
Le terme di Comano, centro termale situato nel comune di Stenico, sono conosciute sin dall'antichità per la fonte tiepida di acque bicarbonato-calcio-magnesiache, indicate per la cura di alcune malattie della pelle quali psoriasi ed eczemi.

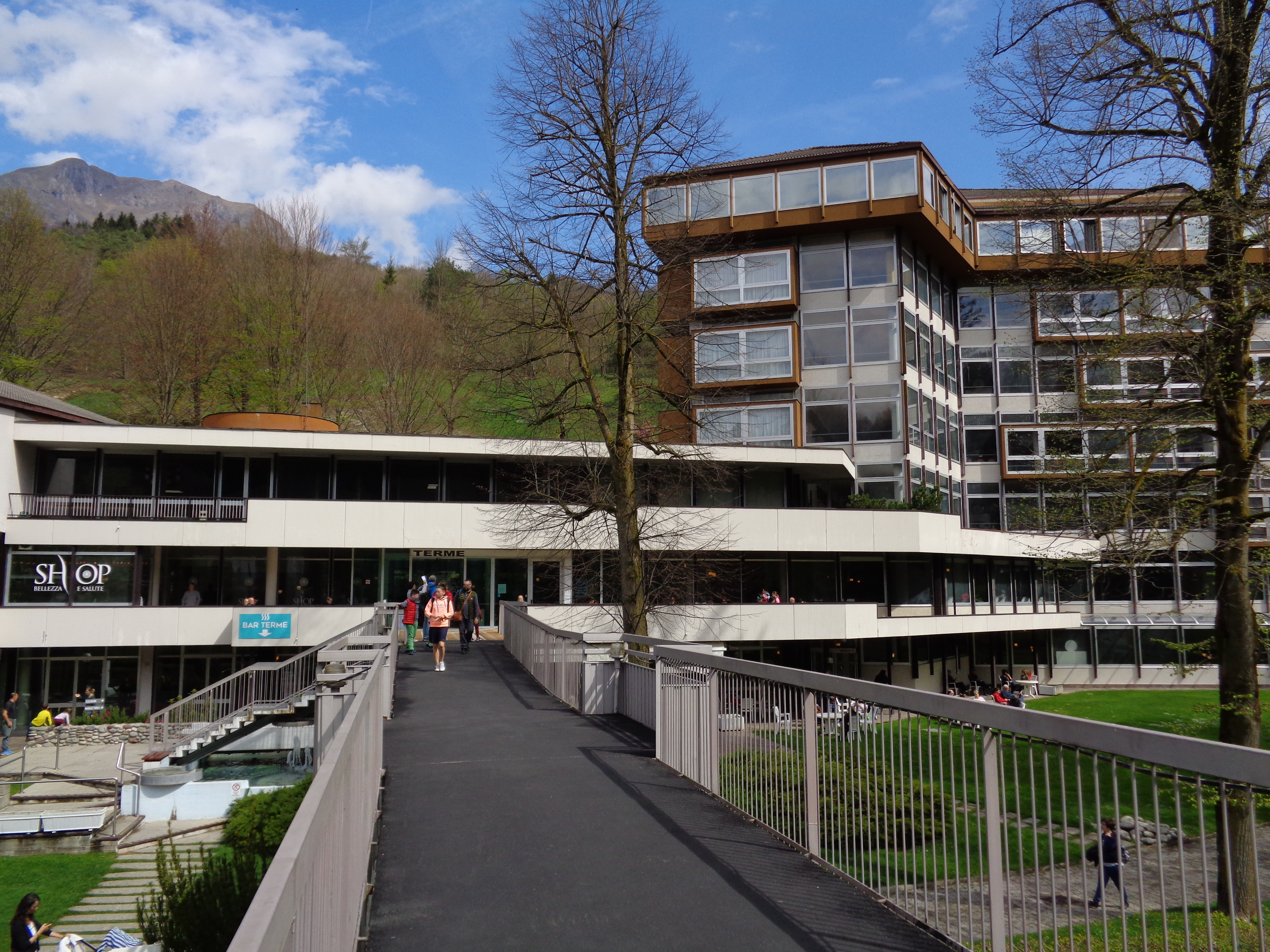
Le Terme di Comano nel 2019

## Storia

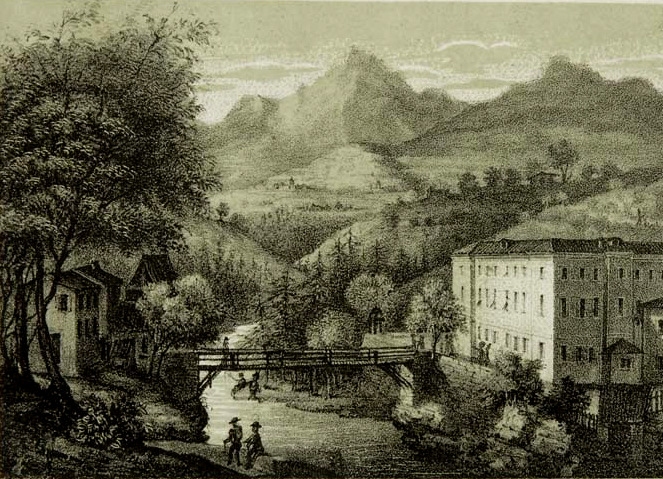
L'antico stabilimento sulla riva destra orografica del Sarca in un'incisione del 1862

Nel Medioevo e nel Rinascimento le proprietà della fonte erano già conosciute e nel luogo sorgeva anche un albergo. In seguito a una frana il luogo cadde in disuso e fu per lungo tempo dimenticato.
Alla fine dell'Ottocento un possidente del luogo, Gian Battista Mattei, acquistò l'area in prossimità della fonte e con propri mezzi costruì un piccolo stabilimento termale perché potesse trarne giovamento il maggior numero di persone. Alla sua morte per testamento istituì una fondazione, cui lasciò tutto il suo patrimonio, per la gestione dello stabilimento termale, nominandone amministratori pro tempore gli allora nove parroci dei territori detti Bleggio, Lomaso e Banale, costituenti le Giudicarie esteriori. L'acqua sgorga infatti da rocce nell'alto dell'alveo del fiume Sarca proprio al confine delle tre storiche Pievi, in territorio dell'allora comune di Comano, oggi frazione del Comune di Lomaso e nelle adiacenze dell'attuale centro urbano di Ponte Arche.
I beneficiari del reddito dello stabilimento termale erano appunto i poveri delle Tre Pievi per il tramite dei parroci. Nel tempo fu costruito un secondo stabilimento termale con albergo sull'altra riva del fiume di fronte al primo con costruzione anche di un ponte, abbandonando il primo stabilimento.

### Don Guetti
Numerose notizie ottocentesche riguardanti le Terme di Comano furono riportate sui giornali dell'epoca dal fondatore della cooperazione trentina, Don Lorenzo Guetti. Oltre a promuovere l'efficacia delle acque termali si preoccupò affinché fosse costruita una cappella per i numerosi sacerdoti che frequentavano le terme, la quale fu inizialmente costruita all'interno della trattoria all'Opinione condotta da Giuseppe Alimonta. Numerosi articoli riguardano inoltre la più volte ventilata vendita dei bagni termali a privati; vendita che nonostante le difficoltà economiche non fu mai attuata. Di particolare interesse risulta un articolo in cui don Lorenzo criticava il conduttore delle terme Valeriano Vianini a causa dell'aumento della tassa "per bagno e bibita" delle acque termali; la tassa, accusava don Guetti, era stata imposta senza l'approvazione delle autorità.

### Seconda metà del Novecento

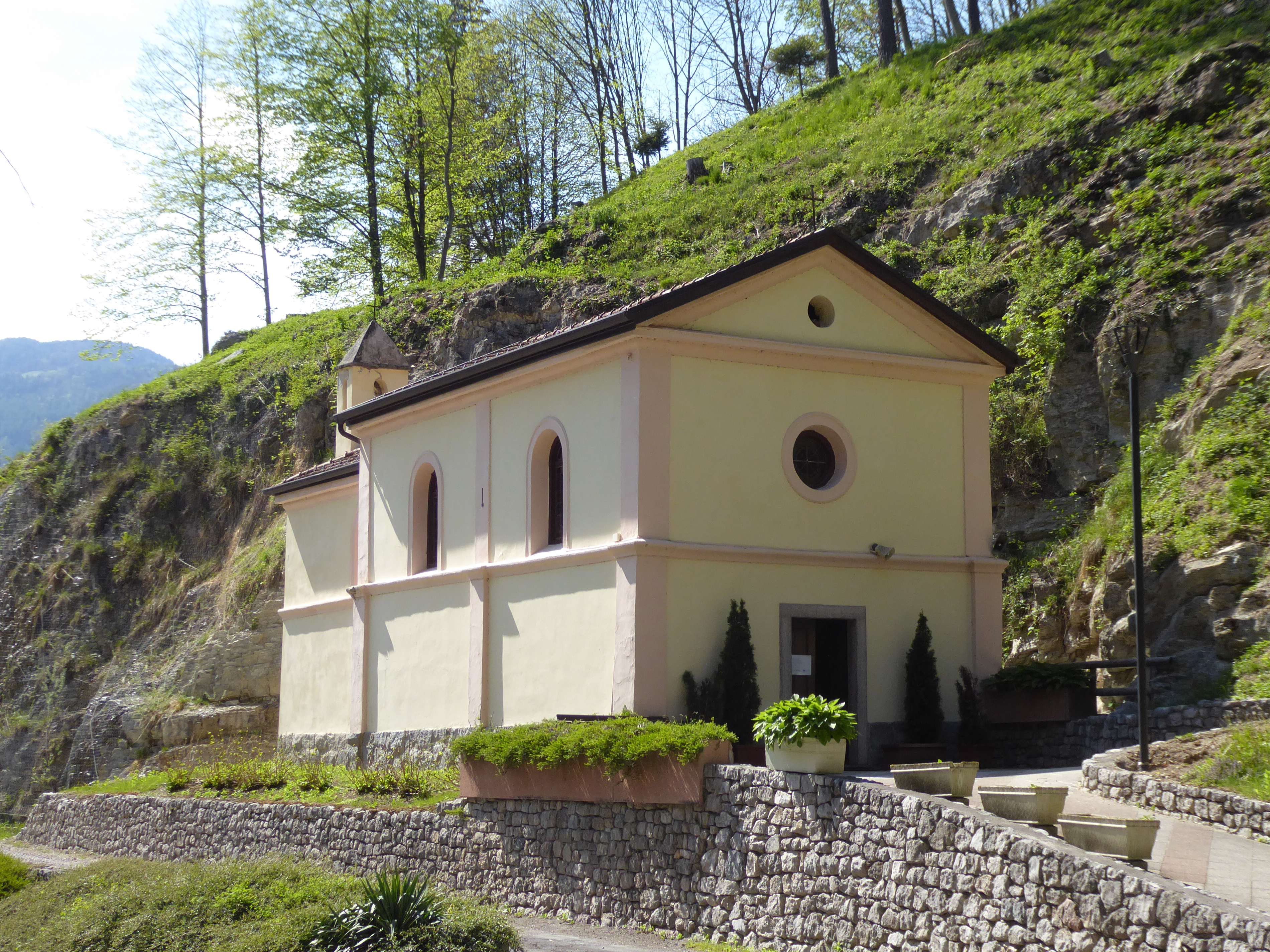
La chiesetta della Madonna del Rosario nel parco termale

A partire dagli anni sessanta del Novecento ci si rese conto che la necessità di importanti opere di manutenzione del nuovo stabilimento e l'opportunità di uno sviluppo turistico importante della zona necessitavano di ben altri mezzi e gestione economica.
La Provincia autonoma di Trento intervenne quindi con importanti fondi, una nuova struttura giuridica e una nuova gestione, portando alla realizzazione di un terzo stabilimento alberghiero di ben altra potenzialità, demolendo il primo stabilimento termale e ristrutturando il secondo stabilimento termale e sistemando l'area adiacente come parco pubblico, con la realizzazione anche di un nuovo ponte sul fiume Sarca. L'iniziativa ebbe successo e generò in effetti un notevole flusso turistico e un poderoso sviluppo edilizio dell'adiacente centro urbano di Ponte Arche che oggi è esteso anche ai comuni vicini, precedentemente non sfruttati dal punto di vista turistico.